# Бершинтобе
Бершинтобе́ (каз. Бершінтөбе) — село у складі Сауранського району Туркестанської області Казахстану. Входить до складу Чагинського сільського округ.
У радянські часи село називалось Ташанак, до 2007 року — Чапаєво.
Населення — 1017 осіб (2021; 863 у 2009, 606 у 1999, 359 у 1989).